# James Paget Henry
James Paget Henry (* 12. Juli 1914; † 20. November 1996) war ein US-amerikanischer Physiologe und Stressforscher am Department of Physiology der University of South California.

## Leben
J. P. Henry begann seine wissenschaftliche Karriere in den Ausläufern des Zweiten Weltkrieges. Sein Forschungsschwerpunkt waren die physiologischen Parameter des Herzkreislaufsystems. Er etablierte dabei den Einsatz technischer Instrumente, die heute in der kardiologischen und pneumonologischen Diagnostik Standard sind. Seine Beteiligung am amerikanischen Weltraumprogramm NASA bildete einen Meilenstein in der Geschichte der experimentellen Physiologie. Aus seinen Studien an den im NASA-Projekt Mercury verwendeten Schimpansen entwickelte er Theorien über die biologischen Grundlagen der Stressreaktion. Das "Stressmodell nach Henry" integriert psychosozialen Stress mit kardiovaskulären und neuroendokrinologischen Faktoren.
1976 erhielt Henry die Carl-Ludwig-Ehrenmedaille der Deutschen Gesellschaft für Kardiologie.

## Schriften
- Oedema from Orthostatis and Heat. University of Cambridge, 1952.
- An Experimental Evaluation of a Shadowgraph Simulator for Driver Training. Transport and Road Research Laboratory, 1973.
- Zusammen mit Patricia M. Stephens: Stress, Health, and the Social Environment: A Sociobiologic Approach to Medicine. Springer 1977. ISBN 3-540-90293-7